# 高橋明也
高橋 明也（たかはし あきや、1953年 - ）は、日本の美術史家、東京都美術館館長。

## 人物
東京都出身。東京都立富士高等学校を経て、東京芸術大学大学院美術研究科修士課程修了。ドラクロワやマネを中心とする19世紀フランス美術史専攻。1980年より2006年まで国立西洋美術館研究員を務めた。
1984年から1986年にかけて文部省在外研究員としてパリ・オルセー美術館開館準備室に客員研究員として在籍。国立西洋美術館主任研究官・学芸課長、三菱一号館美術館初代館長（2006年 - 2021年）を経て現職。アンリ・ド・トゥールーズ＝ロートレックによるポスター及びリトグラフ250点あまりの「モーリス・ジョワイヤン　コレクション」を館として購入、所蔵作品の核に据えた。三菱一号館美術館は2010年4月6日開館。開館記念展は「マネとモダン・パリ」。2010年10月フランス芸術文化勲章シュヴァリエ受章。

## 親族
- 父はフランス文学者で元早稲田大学教育学部教授の高橋彦明。小学生だった1965年から1966年にかけて父のサバティカルに伴いパリに滞在した。
- 妻は大岡亜紀（画家・詩人）。その為、大岡信（詩人・評論家）、深瀬サキ（劇作家）、大岡玲（作家）はそれぞれ岳父母、義兄にあたる。

## 主な担当企画展覧会
- モーリス・ドニ（1981年）
- ミレーの「晩鐘」と19世紀フランス名画展（1982年）
- 欧州評議会特別展　西洋の美術　その空間表現の流れ（1987年）
- ジャポニスム展　19世紀西洋美術への日本の影響（1988年）
- ドラクロワとフランス・ロマン主義（1989年）
- リール市立美術館所蔵　フランス19世紀絵画展（1991年）
- パリ国立美術学校所蔵ポラコヴィッツ・コレクション　フランス近世素描展（1992年）
- バーンズ・コレクション展（1994年）
- 1874年―パリ＜第一回印象派展＞とその時代（1994年）
- 国立西洋美術館所蔵　ロダン展（1996年）
- 印象派はこうして生まれた　アカデミスムからクールベ、マネ、モネ、ルノワール（1996年）
- オルセー美術館展　モデルニテ―近代の誕生（1996年）
- 素材と表現：国立西洋美術館所蔵作品を中心に（1997年）
- オルセー美術館展1999―19世紀の夢と現実（1999年）
- 織りだされた絵画：国立西洋美術館所蔵17―18世紀タピスリー（2003年）
- 世紀の祭典　万国博覧会の美術　パリ・ウィーン・シカゴ万博に見る東西の名品（2004年）
- ドラクロワ版画展＜ファウスト＞と＜ハムレット＞（版画素描展示）（2004年）
- ジョルジュ・ド・ラ・トゥール―光と闇の世界（2005年）
- オルセー美術館展―19世紀　芸術家たちの楽園（2006―07年）
- モネと画家たちの旅―フランス風景画紀行（2007-08年）
- コロー　光と追憶の変奏曲（2008年）
- AIGコレクション　印象派の光、エコール・ド・パリの夢（2008年）
- マネとモダン・パリ（2010年）

## 著書
- 『マネ　＜世界の名画9＞』　平凡社、1984年
- 『ドラクロワ 色彩の饗宴』　二玄社、1999年
- 『ゴーガン―野性の幻影を追い求めた画家の魂』　六耀社、2001年
- 『コロー 名画に隠れた謎を解く！』　中央公論新社、2008年
- 『マネ 生涯と作品』　東京美術、2010年
- 『美術館の舞台裏 魅せる展覧会を作るには』　筑摩書房〈ちくま新書〉、2015年

## 共著
- 『名画と出合う美術館　第1巻』　小学館、1992年
- 『西洋絵画作品名辞典』　三省堂、1994年
- 『フランス発見の旅―魅惑の地方を訪ねる　西編』青山進共著　東京書籍、2000年
- 『フランス発見の旅―魅惑の地方を訪ねる　東編』青山進共著　東京書籍、2000年

## 翻訳・監修
- 『ロートレック全版画』（翻訳）　岩波書店、1990年
- 『エルミタージュ美術館　秘匿の名画』（翻訳）　講談社、1995年
- 『ロマン主義』（翻訳）　岩波書店、2004年
- 『西洋美術鑑賞解読図鑑』（翻訳）　東洋書林、2004年
- 『ジョルジュ・ド・ラ・トゥール　再発見された神秘の画家』（監修）　創元社、2005年
- 『モネ 生涯と作品』（監修）　東京美術、2010年
- 『モネと画家たちの旅 フランス風景画紀行』（監修）　西村書店、2010年